# Grb Občine Muta
Grb Občine Muta je upodobljen na ščitu poznogotskega stila, sanitske oblike. V rdečem grbovnem polju je srebrno kolo voza z devetimi naperami. Deseta, zgornja napera manjka, skozi ta presledek pa je kolo nataknjeno na visoko prisekano črno deblo drevesa, ki raste iz zelenega trohriba. Iz spodnjega dela debla raseta v vsako stran simetrično po dva poganjka, od katerih spodnja dva nosita po eno srebrno heraldično rožo, zgornja dva pa po tri zlate lipove liste. 